# Diprotodon optatum
Diprotodon optatum és una espècie de marsupials prehistòrics que existiren a Austràlia al Plistocè. És el marsupial més gros que mai hagi existit, atenyia tres metres de llargària i dos d'alçada. Aquesta i moltes altres espècies s'extingiren a Austràlia entorn d'aquest temps, en coincidència amb l'arribada dels humans. El gènere Diprotodon incloïa altres espècies, però es descobrí que les diferències eren degudes al dimorfisme sexual i, per tant, les altres espècies foren sinonimitzades amb D. optatum.